# The Little Duchess
The Little Duchess è un film muto del 1917 diretto da Harley Knoles.

## Produzione
Il film fu prodotto dalla Peerless Productions e dalla World Film.

## Distribuzione
Il copyright del film, richiesto dalla World Film Corp., fu registrato l'8 agosto 1917 con il numero LU11225.
Distribuito dalla World Film e presentato da William A. Brady, il film uscì nelle sale cinematografiche statunitensi il 20 agosto 1917.